# Coupe du Botswana de football
La Coupe du Botswana de football est une compétition créée en 1968.

## Finales
| Année | Vainqueur                    | Score               | Finaliste                 |
| --- | ---------------------------- | ------------------- | ------------------------- |
| 1968 | Gaborone United              |                     |                           |
| 1969 | inconnu                      |                     |                           |
| 1970 | Gaborone United              |                     |                           |
| 1971-1977 | inconnu                      |                     |                           |
| 1978 | Notwane FC - Gaborone United | (*)                 |                           |
| 1979 | Township Rollers             |                     |                           |
| 1980-1982 | inconnu                      |                     |                           |
| 1983 | Police XI                    | 3-2                 | Mochudi Centre Chiefs     |
| 1984 | Gaborone United              |                     |                           |
| 1985 | Gaborone United              |                     |                           |
| 1986 | Nico United                  |                     | Gaborone United           |
| 1987 | Nico United                  |                     |                           |
| 1988 | LCS Extension Gunners        |                     |                           |
| 1989 | Botswana Defence Force XI    |                     |                           |
| 1990 | Gaborone United              |                     |                           |
| 1991 | TASC FC                      | 3-2                 | Botswana Defence Force XI |
| 1991 | Mochudi Centre Chiefs        | (**)                | LCS Extension Gunners     |
| 1992 | LCS Extension Gunners        | 2-1                 | TAFIC FC                  |
| 1993 | Township Rollers             | 4-1                 | Gaborone United           |
| 1994 | Township Rollers             | 2-0                 | LCS Extension Gunners     |
| 1995 | Notwane PG                   | 3-1                 | Botswana Defence Force XI |
| 1996 | Township Rollers             | 2-0                 | Botswana Meat Commission  |
| 1997 | Notwane PG                   | 2-0                 | Mokgosi Young Fighters    |
| 1998 | Botswana Defence Force XI    | 1-0                 | Jwaneng Comets            |
| 1999 | Mogoditshane Fighters        | 3-0                 | FC Satmos                 |
| 2000 | Mogoditshane Fighters        | 1-1 t.a.b. (5-4)    | Gaborone United           |
| 2001 | TASC FC                      | 2-0                 | LCS Extension Gunners     |
| 2002 | TAFIC FC                     | 0-0 t.a.b. (6-5)    | TASC FC                   |
| 2003 | Mogoditshane Fighters        | 1-0                 | Township Rollers          |
| 2004 | Botswana Defence Force XI    | 2-1                 | Mogoditshane Fighters     |
| 2005 | Township Rollers             | 3-1 ap              | Botswana Meat Commission  |
| 2006 | Notwane FC                   | 2-1                 | Botswana Defence Force XI |
| 2007 | Botswana Meat Commission     | 1-1 t.a.b. (6-5)    | ECCO City Green           |
| 2008 | Mochudi Centre Chiefs        | 5-2                 | União Flamengo Santos     |
| 2009 | União Flamengo Santos        | 1-1 t.a.b. (4-2)    | Botswana Defence Force XI |
| 2010 | Township Rollers             | 3-1 ap              | Mochudi Centre Chiefs     |
| 2011 | LCS Extension Gunners        | 3-1                 | Motlakase Power Dynamos   |
| 2012 | Gaborone United              | 0-0 t.a.b. (4-2)    | Mochudi Centre Chiefs     |
| * de 2013 à 2018 il n'y a pas de Coupe du Botswana. |                              |                     |                           |
| 2019 | Orapa United                 | 3-0                 | Township Rollers          |
| 2020 | Gaborone United              | 3-0 (***)           | Masitaoka                 |
| 2021 | Compétition annulée          | Compétition annulée | Compétition annulée       |
| 2022 | Gaborone United              | 2-1                 | Security System FC        |
| 2023 | Gaborone United              | 1-0                 | Orapa United              |
| 2024 | Jwaneng Galaxy               | 2-1                 | Orapa United              |
| 2025 | Jwaneng Galaxy               | 2-0                 | Security System FC        |
| (**) : En 1978, il y a une possibilité que les deux équipes avaient partagé le titre. (**) : En 1991, il se tient deux éditions de la Coupe du Botswana. (***) : Le Finale de la saison 2019-2020 a été jouée en décembre 2021 |                              |                     |                           |

### Bilan par club
| Titres | Club                                                                        |
| ------ | --------------------------------------------------------------------------- |
| 11     | Gaborone United                                                             |
| 6      | Township Rollers                                                            |
| 4      | Notwane FC                                                                  |
| 3      | Mogoditshane Fighters BDF XI Extension Gunners                              |
| 2      | Centre Chiefs Nico United TASC FC                                           |
| 1      | Police XI TAFIC FC BMC FC União Flamengo Santos Orapa United Jwaneng Galaxy |